# 岩田潤
岩田 潤（いわた じゅん、1964年2月9日 - ）は、日本のテレビプロデューサー。朝日放送テレビ取締役。
朝日放送（現・朝日放送グループホールディングス）でプロデューサー、編成局長、制作局長、BS朝日常務執行役員、朝日放送ラジオ（ABCラジオ）代表取締役社長などを歴任した。2024年4月1日付で、朝日放送テレビ取締役に就任。

## 来歴・人物
京都府の出身で、京都府立乙訓高等学校卒業、関西学院大学社会学部へ進学。大学在学中は関西学院グリークラブに所属していた。
大学卒業後の1986年に朝日放送（旧法人で当時はラジオ・テレビ兼営局）へ入社すると、制作技術部でドラマ・ワイドショー・報道・スポーツなどのカメラマンを経験。1993年テレビ制作部に異動すると、『探偵!ナイトスクープ』でチーフディレクターやプロデューサーも務めた。
1999年から東京支社の制作部へ異動。『世界痛快伝説!!運命のダダダダーン!』『大改造!!劇的ビフォーアフター』『最終警告!たけしの本当は怖い家庭の医学』といった番組を立ち上げ、全国ネットのバラエティ番組・スペシャル番組のプロデューサー・チーフプロデューサーとして活動する。後に、本社のテレビ制作部へ戻ると、『探偵!ナイトスクープ』のプロデューサーに復帰したほか、『きになるオセロ』のプロデューサーを兼務した後、『今ちゃんの「実は…」』を立ち上げた。
2008年には編成局企画戦略部員を兼務していたが、同年11月から2010年4月まで東京支社制作部長、2010年4月1日から2013年1月31日まで編成局テレビ編成部長、2013年2月1日から2015年12月31日まで編成局長（局次長待遇）、2016年1月1日から2018年1月31日まで制作局長を歴任した。
2018年2月1日にBS朝日に出向。常務執行役員編成制作局専任局長（制作担当）を務めるかたわら、BS朝日制作番組のチーフプロデューサーなども務めた。
2019年9月2日付で、朝日放送ラジオ（旧法人からラジオ放送事業とラジオ放送免許を承継したグループ会社）の代表取締役社長に就任。就任後の2021年には、1977年4月から『おはようパーソナリティ道上洋三です』のパーソナリティを務めていた道上洋三（朝日放送テレビアナウンサー）の脳梗塞発症（2021年9月11日）を受けて、道上をリハビリに専念させるべく2022年3月末で同番組のパーソナリティを卒業させることを決めた。2024年3月31日付で同職を退任。
2024年4月1日付で、朝日放送テレビ取締役に就任。

## 主な担当番組
ABCテレビ
- 世界痛快伝説 運命のダダダダ～ン!!（プロデューサー）
- たけし・所のWA風がきた!（プロデューサー）
- 大改造!!劇的ビフォーアフター（チーフプロデューサー
- 最終警告!たけしの本当は怖い家庭の医学（プロデューサー）
- きになるオセロ（関西ローカル、プロデューサー）
- 合格!日本語ボーダーライン（チーフプロデューサー）
- 探偵!ナイトスクープ（プロデューサー）
- 今ちゃんの「実は…」（関西ローカル、チーフプロデューサー）
- 志村&所の戦うお正月（チーフプロデューサー）
- フットボール刑事の芸人家宅捜査（関西ローカル、プロデューサー）
- 爆笑問題&日本国民のセンセイ教えて下さい!（チーフプロデューサー）
- ターニングポイント (バラエティ番組)（プロデューサー）
- イントゥルーダー（プロデューサー）
- 午前三時のルースター（プロデューサー）

BS朝日　
- お笑い演芸館（チーフプロデューサー）
- 土井善晴の美食探訪（チーフプロデューサー）
- 春風亭昇太の少年時代工房（チーフプロデューサー）
- ノゾキミ企業参観!子どもの職場が見たい（チーフプロデューサー）
- 魚が食べたい!〜地魚さがして3000港〜（チーフプロデューサー）